# Haplochromis nuchisquamulatus
Haplochromis nuchisquamulatus é uma espécie de peixe da família Cichlidae.
É endémica do Quénia.